# Beemdgrasmollisia
De beemdgrasmollisia (Mollisia poaeoides) is een schimmel uit de familie Mollisiaceae. Hij komt voor op soorten van het grassengeslacht Molinia.

## Verspreiding
De beemdgrasmollisia staat in Nederland op de rode lijst in de categorie 'verdwenen'.